# Sydney (Schiff, 1948)
HMAS Sydney (R17), ursprünglich HMS Terrible (R93), war ein leichter Flugzeugträger der Royal Australian Navy. Sie wurde in Großbritannien ab 1943 als zweites Schiff der Majestic-Klasse für die Royal Navy gebaut, der Bau wurde zu Kriegsende aber unterbrochen. 1947 wurde die Fertigstellung des Trägers wieder aufgenommen, 1948 trat das nun auf Sydney getaufte Schiff seinen Dienst bei der australischen Marine an. Sie diente bis 1973 in der RAN, die letzten elf Jahre ihrer Einsatzzeit wurde sie als schnelles Transportschiff eingesetzt.

## Technik
Der Rumpf der Sydney war an der Wasserlinie 192 Meter lang und 14,4 Meter breit, der Tiefgang betrug 7,7 Meter, die Verdrängung betrug leer 15.740 ts, voll etwa 20.000 Standardtonnen. Das Flugdeck war 210 Meter lang, seine maximale Breite betrug etwa 24 Meter, was eine Decksfläche von circa 5000 Quadratmetern ergab. Die Insel saß auf der Steuerbordseite in der Mitte der Schiffslänge, sie beherbergte die Kommandobrücke, die Schornsteinanlage und die Radaranlagen.
Der Antrieb bestand aus zwei Parsons-Getriebeturbinen, die ihre Leistung von 42.000 PS an zwei Wellen mit je einer Schraube abgaben. Der Dampf für den Antrieb wurde durch vier Dreikammer-Dampfkessel von Admiralty erzeugt. Die Höchstgeschwindigkeit des Trägers betrug 24,5 Knoten, die Reichweite lag bei einer Geschwindigkeit von 14 Knoten bei 12.000 Seemeilen.
Die ursprüngliche Luftabwehrbewaffnung bestand bei Indienststellung aus 30 40-mm-Bofors-Geschützen, diese wurde aber aufgrund der Weiterentwicklung der Flugzeuge im Laufe der Einsatzzeit reduziert und später komplett abgeschafft.
Der Carrier Air Wing bestand aus bis zu 37 Flugzeugen der Typen Hawker Sea Fury und Fairey Firefly.

## Geschichte

### Bau und Indienststellung
Die Kiellegung der Terrible fand am 19. April 1943 bei HM Dockyard Devonport statt, der Stapellauf erfolgte am 30. September 1944. Das Ende des Zweiten Weltkriegs 1945 unterbrach die Arbeiten zur Fertigstellung des Trägers, erst 1947 beschloss die Regierung, die Terrible zusammen mit ihrem Schwesterschiff Majestic an die Royal Australian Navy zu übergeben. Die Arbeiten an der Fertigstellung des nun Sydney genannten Schiffs wurden fortgesetzt, am 16. Dezember 1948 wurde sie dann feierlich im Marinestützpunkt Devonport als erster echter Flugzeugträger für die australische Marine in Dienst gestellt. Die endgültige Abnahme durch Australien erfolgte nach weiteren Nachbesserungen am 5. Februar 1949, am 12. April verließ die Sydney die britischen Gewässer und fuhr nach Australien.

### Dienstzeit

#### 1949–1956

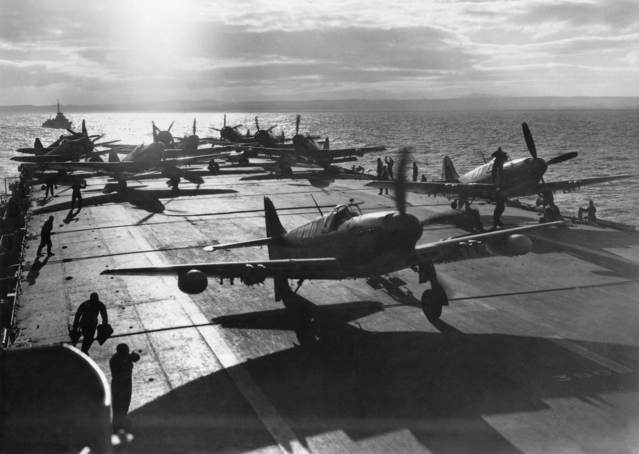
Fairey Firefly bereiten sich während des Koreakriegs für den Start vor

Nach ersten Übungen in australischen Gewässern kehrte die Sydney im Juli 1950 ins Vereinigte Königreich zurück, um Flugzeuge für zwei weitere Geschwader nach Australien zu überführen, wo sie am 8. Dezember wieder eintraf. Von Januar bis September 1951 nahm sie dann an Übungen mit der australischen Marine teil, im September löste sie dann die Glory vor der Küste Koreas ab. Sie war damit der erste Flugzeugträger einer ehemaligen Kolonie, der für die Royal Navy im Krieg als Flaggschiff diente. Von Bord der Sydney wurden hunderte Luftangriffe auf nordkoreanische Verbände und Stellungen geflogen, mehrmals fuhr sie während ihrer Einsatzzeit vor der koreanischen Küste nach Japan, um Munitions- und Treibstoffvorräte wieder aufzustocken. Sie blieb bis zum 25. Januar 1952 im Wechsel mit anderen Flugzeugträgern im Einsatz, dann kehrte sie nach Australien zurück. Im Oktober 1952 war sie vor den Montebello-Inseln während der ersten britischen Kernwaffentests anwesend. Im Frühjahr 1953 besuchte die Sydney noch einmal Großbritannien und die Ostküste der Vereinigten Staaten, am 22. April 1955 wurden die Trägerflugzeuge von Bord genommen.

#### 1956–1962
Im April 1956 bereitete man die Ablösung der Sydney als Flaggschiff der Royal Australian Navy durch ihr Schwesterschiff HMAS Melbourne vor, die Übergabe fand am 9. Mai im Hafen von Melbourne statt. Die Sydney wurde von nun an als Trainingsschiff eingesetzt. Bis 1958 nahm sie an mehreren Übungen mit der Royal New Zealand Navy und Marinen anderer SEATO-Staaten teil, am 30. Mai 1958 wurde die Sydney außer Dienst gestellt und die Reserveflotte überstellt.

#### 1962–1973
Am 7. März 1962 wurde die Sydney wieder in den aktiven Dienst aufgenommen, diesmal als schneller Truppentransporter. In den folgenden Jahren besuchte sie mehrmals die Vereinigten Staaten und nahm an verschiedenen Übungen teil. Zwischen 1965 und 1972 war sie 24 Mal zwischen Australien und Vietnam als Transporter im Einsatz. Sie brachte Ausrüstung der australischen Luftwaffe und der Armee nach Vũng Tàu, wo sich der Hauptstützpunkt der australischen Unterstützungstreitkräfte während des Vietnamkriegs befand. Von den Soldaten erhielt sie deshalb den Spitznamen „Vung Tau Ferry“. Mit dem letzten Auslaufen aus Vung Tau am 24. November 1972 endete auch das australische Engagement in Vietnam. 1973 nahm die Sydney noch einmal an einigen Übungen teil und besuchte mehrere Pazifikanrainerstaaten.

### Außerdienststellung
Am 20. Juli 1973 wurde bekanntgegeben, dass das Schiff die vorgesehene Überholung nicht mehr erhalten würde, sondern aus dem aktiven Dienst entlassen werde. Die Außerdienststellung erfolgte am 12. November 1973 im Hafen von Sydney, am 28. Oktober 1975 wurde der ehemalige Flugzeugträger an die Dongkuk Steel Mill Company Limited in Seoul zur Verschrottung verkauft.